# Fernando Villalba

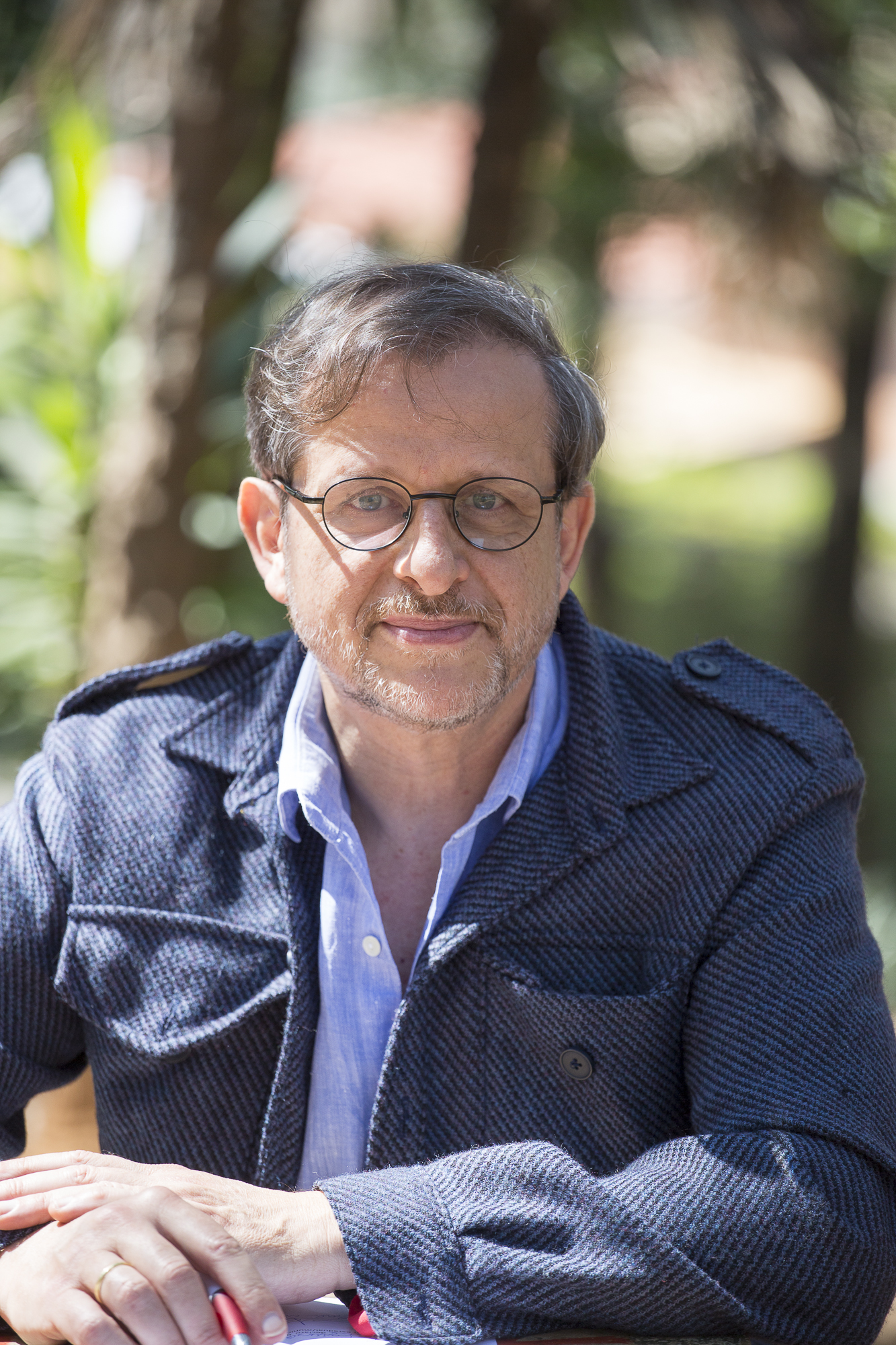

Fernando Pérez Villalba é um escritor uruguaio. Nasceu em Montevidéu, em 1961, e é formado em Engenharia Química pela Universidad de la República. Estudou escrita literária, roteiro de filme, canto musical e criação poética na Universidade Federal de Minas Gerais e na Universidade de São Paulo.
Em 2014, Villalba foi o ganhador do Prêmio de poesia Maria Eloísa García Lorca, com o poema “Campanadas”, concedido pela UNEE (Unión Nacional de Escritores de España).
Em 2008, foi finalista do Prémio Planeta, com a obra “Victorino: El vuelo de un mago” (sem tradução para o Português) . A título de exemplo, em 1993, o Prêmio Planeta foi concedido ao também sulamericano, ganhador do Prêmio Nobel de Literatura Mario Vargas Llosa. Em 1994 ao autor galego Camilo José Cela, também ganhador do Prêmio Nobel de Literatura.
Em 2010 escreveu junto a jornalista Lidia Curi o monólogo teatral "El Tigris desorientado", ganhadora do concurso "Obras para un personaje III"  do Centro Cultural de España no Uruguai.
Em 2010 sua obra "Rosedal" foi vencedora do I Consurso de Poesia "E por falar em Casa das Rosas"  da Secretaria de cultura do Estado de São Paulo.

## Antologias de Poesia
Alguns de seus poemas estão publicados em coletâneas e antologias:
- Em 2017, dois de seus poemas foram publicados na antologia de poesía breve “Gotas y Hachazos” da Editorial Páramo, na Espanha ;
- O poema “Campanadas” foi publicado no livro “El Mejor Poema del Mundo”, da Ediciones Nobel, na Espanha ;
- Em 2011, sua obra “Memento” (conjunto de relatos) foi selecionada pelo Ministerio de Relaciones Exteriores del Uruguay para integrar o livro “Pequeñas grandezas” .
- Em 2010 a obra "Rosedal" foi dos 10 poemas vencedores do I Concurso de Poesía "E por falar em Casa das Rosas", Publicado em e-book pela Secretaria de Cultura do Estado de São Paulo 

## Participações diversas
- 2011: “El Tigris desorientado”, em parceria com a jornalista Lidia Curi, ganhou o prêmio de Monólogos Teatrales del Centro Cultural de España de Uruguay [10];
- 2014: Menção honrosa na categoria “Narrativa” do concurso literário Onetti, com a obra “La Lengua de Belcebú, cien historias de amor" [11];
- 2011 – 2015: Compositor da música da peça teatral “Yo elegí ser Evita” [12]. A obra foi indicada para os prêmios Estrella de Mar de Mar del Plata, e a atriz principal recebeu o primeiro prêmio em 2013.[13]

## Publicações
- Villalba, Fernando (2010). El Pañuelo del Mago. [S.l.]: Random House Mondadori. ISBN 978-9974-683-36-5
- Villalba, Fernando (2013). El Pañuelo del Mago. [S.l.]: DEBOLSILLO. ISBN 978-9974-701-75-5
- Villalba, Fernando; Curi, Lidia (2011). “Obras para un personaje”. [S.l.]: CCE. ISBN 978-9974-8264-5-8
- Pequeñas Grandezas. [S.l.]: M.R.R.E.E. 2011. ISBN 978-9974-8264-5-8
- El mejor poema del Mundo. [S.l.]: Ediciones Nobel. 2016. ISBN 978-84-8459-733-9
- Escondido. [S.l.]: OZe Editora. 2016. ISBN 978-85-64571-33-4
- Gotas & Hachazos. [S.l.]: Editorial Páramo. 2017. ISBN 978-84-946970-8-1
- Nunca te duermas escuchando relatos de amor. [S.l.]: Editorial Fin de Siglo. 2018. ISBN 978-9974-49-940-9
- Cuentos de la peste, Una salida normal. [S.l.]: Editorial Fin de Siglo. 2020. ISBN 9789974909199